# The Shaughraun (film 1907)
The Shaughraun (o The Shaughraun, an Irish Romance) è un cortometraggio muto del 1907 diretto da James Stuart Blackton. È interpretato da Florence Lawrence e William Shea. La sceneggiatura è tratta da The Shaughraun, un lavoro teatrale del 1874 di Dion Boucicault.
Nel 1912, Sidney Olcott ne realizzò il remake con The Shaughraun, sceneggiato e interpretato da Gene Gauntier.

## Produzione
Il film fu prodotto dalla Vitagraph.

## Distribuzione
Il copyright del film, richiesto dalla Vitagraph Co. of America, fu registrato il 20 agosto 1907 con il numero H98482 e il 6 gennaio 1908 con il numero H104866.
Distribuito dalla Vitagraph, il film - un cortometraggio di 215 metri - uscì nelle sale statunitensi il 20 agosto 1907 o nel dicembre di quello stesso anno.